# Märet Jonsdotter
Märet Jonsdotter, aussi connue sous le nom de « Grande Märet » (pour la différencier de sa sœur, la « Petite Märet »), née en 1644 et morte en septembre 1672 à Mora (Empire suédois), est une suédoise accusée de sorcellerie. Elle est l'une des plus célèbres victimes des procès de sorcellerie de 1668-1676. Son procès marque le départ du det stora oväsendet (en français, « Le Grand Tumulte »), une chasse aux sorcières qui fera 280 victimes en huit ans.

## Contexte et accusation
À l'automne 1667, Mats Nilsson, un berger d'Älvdalen (situé dans le comté de Dalécarlie, une province historique de la Suède) déclare avoir vu une petite fille mener un troupeau de chèvres sur la rive ouest du fleuve Dalälven en marchant sur l'eau. Le garçon connaît déjà cette petite fille âgée de douze ans, Gertrud Svendsdotter, puisqu'il a gardé les moutons avec elle et que Gertrud l'a alors battu lors d'une bagarre.
Interrogée par le prêtre Lars Elvius, Gertrud Svensdotter est encouragée à dire qu'elle a bien marché sur l'eau et cela grâce à une magie obtenue par l'intermédiaire du Diable. Après de longues discussions avec le vicaire, Gertrud déclare que lorsqu'elle vivait chez ses parents à Lillhärdal, une des servantes du village l'a emmené voir le Diable, cette dernière s'appelant Märet Jonsdotter ,,.
Par une longue confession détaillée auprès du prêtre, la petite fille raconte qu'à l'âge de huit ans, soit en 1663, Märet l'a emmené en promenade. Elles sont passées près d'une sablière, jusqu'à arriver devant un carrefour à trois voies, où Märet Jonsdotter cria : « Ô Diable, avance-toi ! ». Selon la petite fille, Satan est alors apparu sous l'apparence d'un vicaire. Ils ont dîné avec lui et le lendemain, Märet Jonsdotter a enduit son corps et celui d'une des vaches de son père avec une huile rouge, après quoi elles se sont envolées par la cheminée pour rejoindre le royaume de Satan .
Gertrud Svendsdotter raconte qu'après cette rencontre, elle a souvent visité Blockula (en) (Blåkulla en suédois moderne), une île légendaire abritant les sabbats des sorcières. Elle y aurait mené d'autres enfants, trait le bétail en compagnie de familiers et marché sur l'eau après avoir enduit ses pieds d'huile. Sa confession aurait été motivée par sa rencontre avec un ange à Blockula, un homme en blanc qui lui aurait ordonné de tout avouer, sous peine de voir une épidémie de famine ravager le royaume.
Le témoignage de Gertrud survient également après qu'un berger de 15 ans, Erik Eriksson, ait rapporté avoir eu une vision dans les bois. Il aurait été élevé dans les airs et aurait vu Gertrud Svendsdotter sur l'île de Blockula, entourée des enfants qu'elle y a emmené dont notamment sa petite sœur. Un ange et un démon comparaient le nombre de personnes présentes dans leurs royaumes respectifs, précisant que Gertrud Svendsdotter en a emmené beaucoup vers le royaume du Diable. Malgré le fait que ce témoignage n'ait été donné qu'une seule fois, le prêtre qui révèle l'affaire le considère comme suffisant en lui-même.
La confession de Gertrud Svendsdotter est le point de départ des procès des sorcières de Mora, et plus largement des procès de sorcières suédoises du XVIIe siècle, dont Märet Jonsdotter est la première victime. Ces procès et la chasse aux sorcières qui s'ensuivit constituent un précédent dans l'histoire du pays qui jusque là n'en avait que très peu connu. Gertrud Svendsdotter désigne également sept autres personnes et les procès débutent en septembre 1668 .

## Le procès des sorcières
Märet Jonsdotter est convoquée au tribunal pour répondre de ces accusations. Elle est exhortée à se confesser et nommer ses complices, mais elle nie tout. Des personnes sont alors appelées à témoigner.
Le père de Gertrud Svendsdotter, Sven Hwass, est l'un des témoins. Il déclare que Märet Jonsdotter l'a rendu malade et l'a épuisé à force de l'utiliser comme monture lors de ses visites à Blockula. Mais il s'avère que Märet Jonsdotter, qui a été servante dans sa ferme, a agi comme une mère pour Gertrud Svendsdotter après la mort de sa mère biologique. Sven Hwass avait l'intention de l'épouser mais a renoncé à ce projet après avoir été agressé par un des soupirants de la jeune femme lors d'un voyage à Dalarna. Märet Jonsdotter a alors dû quitter le foyer et Gertrud Svendsdotter a été envoyée loger chez sa grand-tante.
Märet Jonsdotter a une marque sur le petit doigt de sa main gauche qui est considérée comme la marque du Diable, mais la femme ne confesse que des pratiques inoffensives de folklore. Elle parle par exemple de « lecture dans le sel »: lorsqu'une vache est malade, elle lui donne du sel qu'elle a mélangé dans sa main en faisant face au soleil, après avoir récité la phrase « Jésus, notre Seigneur, traversa les montagnes, et soigna les coups, les coups du sort et les coups de tonnerre, tout ce qui s'abat entre le ciel et la terre » (les « coups » se référant à la maladie).
Gertrud Svendsdotter et une autre fille, Anna Olofsdotter, qui avait identifié Märet Jonsdotter lors d'une confrontation, viennent alors témoigner. Elles disent à Märet Jonsdotter qu'elles se sont confessées car elles ont pris conscience de leurs péchés, l'invitant à faire de même. Märet Jonsdotter remet en cause leur témoignage par des questions : si elle s'est vraiment rendue à Blockula, pourquoi n'en a-t-elle ni conscience, ni souvenirs ? Pourquoi cette information lui est-elle cachée ? À la fin de l'échange, Märet Jonsdotter demande à Gertrud Svendsdotter de partir, déclarant ne plus jamais vouloir poser les yeux sur elle.
Par la suite, les sœurs et frères de Märet Jonsdotter (sa petite sœur, « Petite Märet », ses frères Oluf, 14 ans, et Joen, 10 ans) sont appelés à témoigner. Petite Märet déclare que sa sœur l'a emmenée à Blockula assise à l'envers sur le dos d'une vache et que son nom a été écrit sur le livre du Diable avec le sang du petit doigt de sa main gauche. Grande Märet aurait alors eu des relations sexuelles avec Satan ainsi que Petite Märet après son neuvième anniversaire. Les deux sœurs auraient ensuite trait les vaches avec des familiers, puis mené les bêtes en sacrifice à chaque fête de Noël et de Pâques. Les deux petits frères racontent presque la même version de l'histoire, à la différence qu'ils désignent leur père comme instigateur du voyage vers Blockula, et déclarent que leur sœur n'avouera jamais rien.
Après le témoignage de ses frères et sœurs, Märet Jonsdotter déclare qu'ils ont renoncé à Dieu et se dirigent vers une route sombre. Les enfants la supplient de se confesser pour sauver son âme, comme celle de leur mère, qui est la seule innocente. Märet Jonsdotter continue de tout nier en leur disant qu'ils ne savent pas ce qu'ils font et demandant à Dieu de leur pardonner.
Les frères et la sœur de Märet Jonsdotter continuent leur confession en accusant d'autres personnes, telles que Karin i Äggen dite « Veuve Karin », Karin Biörsdotter, Oluf Biörsson, Brita Jonsdotter, Per Nils Anna et Märet Persdotter. Au total, dix personnes sont accusées.

## Blåkulla

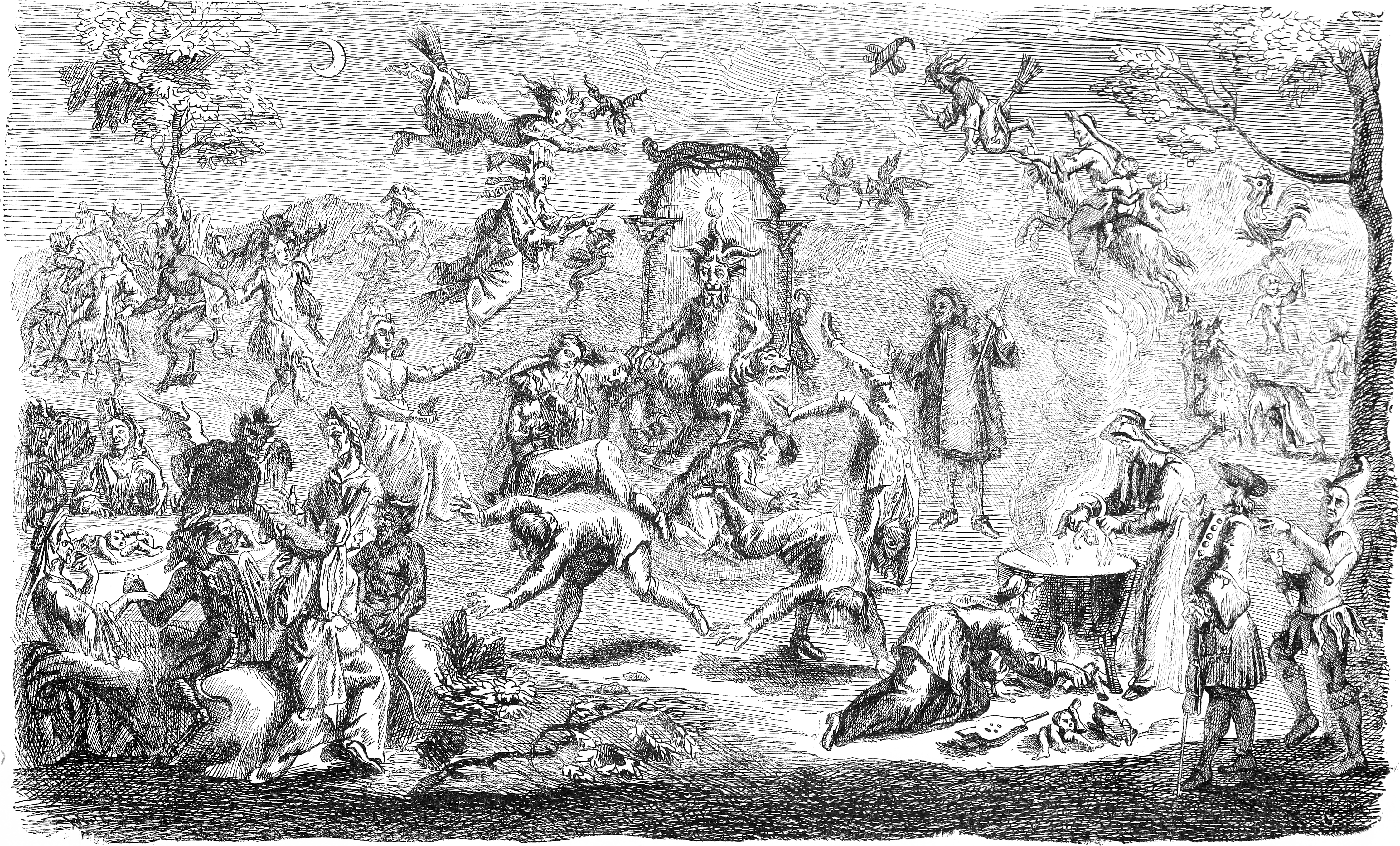
Une interprétation du sabbat des sorcières, par Bartholomeus Spranger (1546-1611). Le Diable trône au centre, entouré de disciples en pleine danse.

L'histoire du voyage des enfants à Blåkulla se répand rapidement et à travers toute la Suède. Bientôt d'autres enfants se mettent à parler de l'île légendaire et à inventer des histoires. Leurs confessions sont assez similaires à celles réalisées par les enfants au cours du procès, et deviennent vite un standard pour les procès qui suivent, entre 1668 et 1676,.

## Verdict
Le 1er avril 1669, Märet Jonsdotter et la « Veuve Karin » sont jugées coupables malgré leurs protestations. Cependant la loi suédoise interdisait l'exécution d'une personne qui n'avait pas admis son crime, qu'elle soit jugée coupable ou non. Les deux femmes ne souhaitant pas se déclarer coupable, et continuant à clamer leur innocence comme depuis le début des procès, le tribunal est confronté à un dilemme. La torture n'est pas applicable à leur cas mais les deux femmes ignorant la loi, la cour décide alors de résoudre cette impasse judiciaire en les amenant à confesser leurs crimes.
Des prêtres tentent de les convaincre en utilisant des arguments religieux, déclarant aux accusées qu'elles seront exécutées qu'elles se confessent ou non. Mais en cas de confession, ils promettent qu'elles recevront la sainte communion et iront donc au Paradis. Les accusées seront emmenées jusqu'au lieu d'exécution avec cette certitude, recevront la communion et ensuite seront exécutées. Cependant, si elles persistent à nier, la cour n'a d'autre choix que de les ramener en prison.
Le plan est mis en application et arrivées au lieu d'exécution Märet Jonsdotter et Karin i Äggen ont le choix de se confesser et recevoir la communion ou de tout nier. Les deux femmes choisissent de renoncer à la communion et de rejeter les charges retenues contre elles, elles sont donc ramenées en prison. Gertrud Svensdotter, la sœur et les frères de Märet Jonsdotter sont fouettés et relâchés alors que le reste des accusés sont acquittés, mais l'hystérie collective est difficile à arrêter et très vite d'autres procès prennent place. Le 19 mai 1669, 23 personnes sont ainsi jugées pour l'enlèvement d'enfants en offrande à Satan, et sept femmes et un homme sont exécutés.

## Exécution et le procès de Mora
Le procès de Märet Jonsdotter est le point de départ d'une vague de chasses aux sorcières. Les histoires se répandent à travers les paroisses et prennent de l'ampleur lorsque les prêtres annoncent les verdicts pendant la messe en tant qu'avertissements aux fidèles. En mars 1669, le procès de Märet Jonsdotter crée une hystérie qui débouche sur le procès de Mora, un des procès de sorcières les plus célèbres car parmi les plus illustrés et publiés. Soixante personnes y sont jugées, treize femmes et un homme y sont exécutés par décapitation la même année. Sur le continent, on représente les sorcières de Mora comme condamnées au bûcher, une représentation faussée par le fait que ces illustrations sont produites en Allemagne, où les sorcières étaient brûlées vives, tandis que la Suède applique la décapitation avant de brûler les corps. En 1670, la « prière des sorcières » est lue dans les églises et en 1671, cinquante-six personnes sont accusées d'enlèvement d'enfants en offrande à Satan et de sorcellerie à Lillhärdal. Trois des accusés se confessent et sont exécutés.
Märet Jonsdotter demeure en prison, continuellement exposée à la pression des prêtres qui tentent de la convaincre d'avouer. Pendant ses quatre ans d'incarcération, Märet Jonsdotter continue de clamer son innocence et refuse de se confesser.
Le 16 avril 1672, en dépit du fait qu'elle n'a toujours pas avoué, Märet Jonsdotter est déclarée coupable de sorcellerie par Svea Hovrätt, sur la base de témoignages accablants et de la marque du diable sur son doigt. Elle est condamnée à être décapitée et brûlée. La cour déclare ainsi : « Son simple déni ne peut lui permettre d'échapper à sa sentence ». La même année, le tribunal a été confronté au cas d'accusés qui, sachant pouvoir échapper à la mort s'ils ne confessaient pas, ont évité la condamnation comme au procès d'Ovanåker en 1672, où seule une personne fut condamnée à mort sur les huit accusés, faute de confession. La confession est rendue facultative dans le cas de procès de sorcellerie à partir de 1674.
Märet Jonsdotter est jugée avec trente-quatre autres personnes, parmi lesquelles sa jeune sœur « Petite Märet », Kerstin Halvarsdotter, Påls Märet (Phåls-Malin Biörsdotter) et Gertrud Olofsdotter. Toutes sont condamnées à mort, mais de tous les accusés seules Märet Jonsdotter et Pål Märet sont exécutées sans s'être jamais confessées. L'exécution prend place quelque temps avant le 25 septembre 1672, et toutes les personnes accusées y périssent, à l'exception de Kerstin Halvarsdotter, qui est enceinte, et de Karin i Äggen, qui est relaxée.
La vague d'hystérie contre les sorcières continue jusqu'à l'exécution de Malin Matsdotter à Stockholm en 1676. En 1677, pour éviter de nouveaux procès, le gouvernement ordonne aux prêtres de déclarer dans leurs paroisses que toutes les sorcières ont été expulsées du pays pour toujours.